# フィル・フィリップス
フィル・フィリップス（Phil Phillips 本名：ジョン・フィリップ・バプティスト、1926年3月14日 – 2020年3月14日）は、アメリカ合衆国のシンガーであり、ソングライターである。1959年の楽曲「シー・オヴ・ラヴ」で知られている。

## 来歴
フィリップスは、学校で「Sweet Slumber」という楽曲を歌った際に歌手としてのキャリアを目指すべきと勧められた。彼は1959年に「シー・オヴ・ラヴ」をレコーディングする以前には、兄弟たちと結成したゴスペル・グループ、ゲイトウェイ・カルテットで歌う傍ら、ベルボーイとして働いていた。
「シー・オヴ・ラヴ」はゴールドバンド・レコードの エディ・シューラーがアレンジ、プロデュースを担当し、ジョージ・クーリーのクーリー・レコードにレコーディングされた。アレンジ、歌のパートの構築、異なるミュージシャンを試すなどの作業に３ヶ月を費やし、レコーディングは完成した。バプティストは名前をフィル・フィリップスに変更し、彼のヴォーカル・グループ名をトワイライツと命名した。とあるバトンルージュのディスクジョッキーがこの曲を繰り返しかけ続け、それがきっかけでレコードは売れ始め、マーキュリー・レコードへリースされることとなった。
「シー・オヴ・ラヴ」はアメリカのBillboard Hot 100のポップ・チャート２位を記録しトップ40に14週の間入り続けた。R&Bチャートでは1位を記録している。売り上げは100万枚を超え、ゴールド・ディスクに認定された。この大ヒットにもかかわらず、フィリップスが受け取ったのは6800ドルのみで、楽曲、レコーディングいずれについてもその他ロイヤルティは支払われなかった。フィリップスは契約条件が不利であったため、シングル・ヒットに伴うアルバムをリリースすることはなかった。「法的に当然の権利としての私の取り分のために戦うことを決めたため、私がレコーディングしたフル・アルバムはリリースされることはありませんでした。私にはシー・オヴ・ラヴのアーティストとしての支払いはないですし、これまでも支払われてきませんでした。私は今日まで公正な扱いを受けてこなかったのです」。
この曲はその後も売れ続け、デル・シャノン（1982年にポップ・チャートの33位を記録）、ハニードリッパーズ（1984年にトップ40に14週間入り続け、最高位3位を記録）ら特筆すべきカバー・バージョンが生まれた。フィリップスのオリジナル・バージョンはアル・パチーノ主演の1989年の映画『シー・オブ・ラブ』でフィーチャーされ、エンドロールではトム・ウェイツのカバー・バージョンも流れる。同曲を取り上げたキャット・パワーの『ザ・カヴァーズ』もまずまずの成功を収めている。
フィリップスが書いたその他楽曲としては、「No One Needs My Love Today」（1966年）があり、これは本人のレコードはないが、BBCのテレビ番組、トップ・オブ・ザ・ポップス共同司会のサマンサ・ジャストがレコーディングしている。フィリップスはまた、1971年に反麻薬の語りのレコーディング「The Evil Dope」をラノー・レーベルよりシングル・リリースしており、これはカルトの古典と評されている
フィリップスは後になってDJとしても活動した。彼は結婚し、7人の子どもをもうけている。
2007年10月、フィリップスはルイジアナ州の音楽への貢献が評価され、ルイジアナ音楽の殿堂に迎え入れられた。
彼の最後のパフォーマンスの一つは、ハリケーン・カトリーナの数か月前、2005年4月のニューオーリンズ・ジャズ&ヘリテッジ・フェスティバルでのステージであった。彼は2020年3月20日、94歳の誕生日に死去した。

## ディスコグラフィー

### コンピレーション・アルバム
- 2008年 『Sea Of Love』(Bear Family)
- 2023年『Sea Of Love: Best Of Early Years』(Oldays)
- 『Sea Of Love』(Bayou)

### シングル
- 1959年 「Sea Of Love」/「Juella」(Khoury's/Mercury)
- 1959年 「Take This Heart」/「Verdie Mae」(Mercury)
- 1959年 「Don't Cry Baby」/「Stormy Weather」(Mercury)
- 1959年 「Providing」/「Don't Leave Me」(Mercury)
- 1960年 「Come Back My Darling」/「Nobody Knows And Nobody」(Mercury)
- 1960年 「No One Else But You」/「I Love To Love You」(Mercury)
- 1960年 「Your True Love Once More」/「What Will I Tell My Heart」(Mercury)
- 1961年 「Sweet Affection」/「Betray」(Mercury)
- 1966年 「Please Forgive Me」 /「Beware」(Clique)
- 1966年 「You Don't Want Me Anymore」/「I'm Alone Because I Love」(Tamm)
- 1967年 「Confusions」 /「My Love Is So True」(Clique)
- 1970年 「That's What My Heart Needs」 /「I Can't Live My Life Without You」(Lanor)
- 1971年 「It's All Right」 /「The Evil Dope」(Lanor)